# هينريتش فرينكل
هينريتش فرينكل هو طبيب أعصاب سويسري، ولد في 5 يونيو 1860، وتوفي في 21 أبريل 1931.